# 周奎 (清朝)
周奎（1741年—1822年），字照域。貴州貴築縣花溪柏杨寨（今貴陽市吉麟村）人。
家其貧，茅屋不蔽风雨，十四歲喪父，甚愛讀書，曰：“一兩頓飯可以不吃，而書絕不可不讀”。祖父、母親相繼去世。後补县学生，中举人，教授於鄉。嘉庆六年（1801年）授开泰县（今黎平县）教谕，又署麻哈州训导，“教书一生，心力耗尽，从不敢以他人之子而自我误之！”。嘉庆二十一年（1816年）以老還鄉。
家教极严，著《家训》说：“一念不可欺，一事不可苟，一言不可易，一时不可疏”。子孫都有出息，三子周际华谒选知县、四子周有章授刑部主事、孙子周琐任庶常。著有《立命篇》、《勵學篇》、《來西錄》、《麟山記》、《仙人洞記》、《家訓》等。